# پیر لوئی موپرتوئی
پیر لوئی موپرتوئی (انگلیسی: Pierre Louis Maupertuis؛ زاده ۲۸ سپتامبر ۱۶۹۸ – درگذشته ۲۷ ژوئیهٔ ۱۷۵۹) دانشمندی در زمینه ریاضیات، فیزیک، زیست‌شناسی، متافیزیک، فلسفه اخلاق، اخترشناسی و جغرافیا اهل فرانسه بود.